# 李尚燁
李尚燁（韓語：이상엽），韓國電視劇導演。

## 作品列表

### 電視劇
- 2004年：MBC《漢江戀歌》
- 2009年：MBC《老婆！給我飯》
- 2011年：MBC《絶頂》
- 2013年：MBC《帝王之女守百香》
- 2014年：MBC《Mr. Back》
- 2016年：MBC《購物王路易》
- 2018年：tvN《認識的妻子》
- 2020年：Netflix《我的全像情人》
- 2020年：tvN《一半的一半》
- 2021年：tvN《柔美的細胞小將》

## 外部連結
- NAVER